# Toropa
La Toropa (in russo Торопа?), è un fiume della Russia europea, affluente di destra della Dvina occidentale. Scorre nei rajon Andreapol'skij, Toropeckij e Zapadnodvinskij dell'oblast' di Tver'.

## Descrizione
Il fiume ha origine dal lago Toropackoe sulle pendici occidentali del Rialto del Valdaj. L'altezza della sorgente è a circa 224 metri sul livello del mare. La Toropa scorre prevalentemente in direzione meridionale attraversando 9 laghi, tra cui il Solomennoe. Attraversa la città di Toropec e l'insediamento di tipo urbano di Staraja Toropa. La Toropa ha una lunghezza di 174 km, l'area del suo bacino è di 1 950 km². La portata media annua dell'acqua a 49 km dalla foce è di 19,7 m³/s. Nella parte inferiore il fiume raggiunge la larghezza di 30-40 m. Gela da fine novembre - inizio dicembre sino ad aprile.